# Holmes & Watson
Holmes & Watson är en amerikansk-kanadensisk mysteriekomedifilm, baserad på de bägge bokkaraktärerna Sherlock Holmes och Doktor Watson, som hade biopremiär i USA den 25 december 2018. Filmen är skriven och regisserad av Etan Cohen, och har Will Ferrell och John C. Reilly i huvudrollerna som de tidigare nämnda Sherlock Holmes och Doktor Watson. Den har dessutom blivit utnämnd av vissa kritiker som den absolut sämsta filmen under år 2018, samt mottagit fyra stycken nomineringar på 2019 års Golden Raspberry Awards, bland annat i kategorin Sämsta film.
Filmen hade biopremiär här i Sverige den 2 januari 2019. Den har sedan dess visats ett ex antal gånger på svensk TV, senaste gången på kanal TV6, den 10 augusti 2024.

## Handling
Filmens handling kretsar kring den berömda detektivduon Sherlock Holmes och Doktor John Watson, som ännu en gång väljer att slå sina kloka huvuden ihop, för att stoppa den elaka professorn Moriarty från att mörda självaste drottning Viktoria på Buckingham Palace.

## Rollista
| Will Ferrell / Hector Bateman-Harden | – Sherlock Holmes                               |
| John C. Reilly / Codie-Lei Eastick   | – Doktor John Watson                            |
| Rebecca Hall                         | – Doktor Grace Hart                             |
| Ralph Fiennes                        | – Professor Moriarty / Jacob Musgrave           |
| Rob Brydon                           | – Kommissarie Lestrade                          |
| Kelly Macdonald                      | – Rose Hudson                                   |
| Steve Coogan (okrediterad)           | – Gustav Klinger                                |
| Lauren Lapkus                        | – Millie                                        |
| Pam Ferris                           | – Drottning Viktoria                            |
| Hugh Laurie                          | – Mycroft Holmes                                |
| Bella Ramsey                         | – Flotsam                                       |
| Scarlet Grace                        | – Pickle                                        |
| Noah Jupe                            | – Doxy                                          |
| Braun Strowman                       | – Brawn                                         |
| Billy Zane                           | – Sig själv (hyllning till hans roll i Titanic) |
| Bruce Buffer                         | – Sig själv                                     |
| Michael Buffer                       | – Sig själv                                     |